# Jordi Petit i Fontserè
|  | Per a altres significats, vegeu «Jordi Petit». |

Jordi Petit i Fontserè (Barcelona, 1937 - ibid., 24 de setembre de 2004) va ser advocat (1960) i economista (1962) català.
Fill de Joan Petit i Montserrat i de Margarida Fontseré Marroig. Casat amb Nuria Bozzo i Duràn.
Autor d'Estructura económica de las Cajas de Ahorro Catalanas (1966) i de diversos articles sobre la qüestió de les fonts de finançament de l'economia catalana a "Serra d'Or", "Información Comercial Española, Moneda y Crédito". Fou director del Banco Urquijo a Barcelona.